# Белау, Иоганн
Иоганн Белау (в латинских источниках XVII века — Johannes Belovius, в русских источниках — Иван Белов, в ряде источников Белуа или Белоусов; 1601—1668) — немецкий врач, доктор медицины, ректор Дерптского университета, лейб-медик русских царей Михаила Фёдоровича и Алексея Михайловича, шведской королевы Кристины и её преемников Карла X Густава и Карла XI; дядя Якоба Фридриха Белау.

## Биография
Иоганн Белау родился в 1601 году в городе Ростоке в герцогстве Мекленбург-Шверин. Учился в Ростокском университете и в 1628 году получил там степень доктора медицины.
В 1633 году его имя значится в списке медицинских профессоров новоучрежденного Дерптского университета; здесь его два раза выбирали на должность ректора и кроме того он состоял главным доктором (medicus ordinarius) города Дерпта.
В 1639 году его кафедра уже была занята Брауном. С этого времени до поступления на царскую службу Белау жил в Риге, где познакомился с бывшим лейб-медиком Венделином Сибелистом, который в письме к Фёдору Ивановичу Шереметеву рекомендовал Белау на свое место. 29 октября 1642 года это письмо было передано Шереметеву датским комиссаром Петром Марцеллом. 3 ноября Шереметев доложил царю о рекомендации Сибелиста и о желании Белау поступить на русскую службу и царь отправил Белау приглашение и охранную грамоту.
Приехав в Великий Новгород с женой, дочерью и шестью служителями, Белау застал там назначенных ему проводников и получил деньги на путевые издержки от Новгорода до Москвы. 9 апреля 1643 года он был лично представлен царю в столовой зале хранителем печати и думным дьяком Фёдором Фёдоровичем Лихачёвым. Белау был милостиво принят, щедро одарен бархатом, атласом, сукном, соболями и деньгами. Находясь на службе, доктор Белау заслужил благоволение и доверие Михаила Фёдоровича и Алексея Михайловича.
В 1652 году Иоганн Белау, взяв отпуск, уехал на родину, и пограничным воеводам был дан письменный приказ, без задержек пропустить его в Москву, при его возвращении из Германии. В знак особого отличия, приставу Лариону Нелединскому было поручено сопровождать его до границы. Белау со всем семейством благополучно прибыл в Любек и решил навсегда остаться в Германии. 
Однако, пользуясь благоволением царя, он постоянно делал вид, что стремится в Россию и откладывал свой приезд под всевозможными предлогами. В то же время он сбывал в Россию за очень большие деньги различные шарлатанские средства. Так, например, он предлагал прислать царю для украшения трона рог единорога (инрога), который мог служить предметом роскоши и в то же время имел целебное действие. За этого инрога он просил 8 тысяч рублей; сверх того, он уступал за полсорока хороших соболей маленький кусочек рога, который рекомендовал, как несомненное предохранительное средство против чумы, оспы и диареи. В ответе, посланном ему Милославским 5 июля 1653 года, боярин поручал ему прислать упомянутый кусочек драгоценного рога вместе с другими аптекарскими товарами. Позже Белау продавал различные мнимо целебные камни. Уверенный в скором возвращении Белау, царь послал ему сорок наилучших соболей и обещал вознаграждение за все издержки по прибытии в Москву. В 1654 году ему было поручено привезти с собой опытного и знающего аптекаря и трёх хирургов на царскую службу. Послано было ещё несколько соболей и двести рублей (довольно значительная сумма для того времени) в подарок Белау, но он не ехал, извиняясь семейными делами, и продолжал свои аферы. Множество приглашений и подарков были посланы Белау, но он так и не прибыл к русскому двору.
Иоганн Белау скончался 17 декабря 1668 года в родном городе.
Его брат Бернхард Белау (1611—1692) также был врачом; сначала в шведском посольстве в Москве, а затем в качестве личного придворного врача шведской королевы Кристины и её преемников Карла X Густава и Карла XI.